# Eulasia pulchra pulchra
Eulasia pulchra pulchra es una subespecie de coleóptero de la familia Glaphyridae.

## Distribución geográfica
Habita en Armenia, Irán y Turquía.